# Dollfie
Dollfie est une marque déposée de la compagnie Volks, une compagnie japonaise qui produit principalement des figurines, tirées ou non de l'animation japonaise, des poupées personnalisables et plus récemment des robots à construire (« Robofie »). « Dollfie », contraction des mots « Doll » et « Figure », désigne des poupées personnalisables à l'infini. L'acheteur peut ainsi se procurer non seulement un corps et une tête vierges, mais aussi des yeux, des perruques, etc., afin de créer la poupée unique de ses rêves. Elles peuvent être masculines ou féminines, voire asexuées. Elles ne sont en aucun cas destinées aux enfants, pour lesquels elles peuvent être dangereuses du fait de leur fragilité, mais aux adolescents et aux adultes.
Il existe différentes sortes de Dollfie :
- Les « Dollfie plus » sont des poupées de 27 cm, en plastique. Elles sont articulées avec des jointures en plastique.

- Les « Dollfie Dream » sont des poupées de 45 ou 60 cm, en vinyle. Elles sont articulées avec des joints en boules, reliés entre eux par des élastiques pour la première génération. La seconde génération (DDII) est articulée avec des jointures en plastiques comme les dollfie plus, elles ne contiennent plus d'élastiques. Un brevet a été déposé. L'année 2012 a vu la naissance de la troisième génération, plus discrète sur les jointure BJD, les DDIII. Les Dollfie Dream (DD) se décline en trois modèles distincts.
  - DDI, DDII & DDIII dite classique
  - DDS : « Dollfie Dream Sister » (environ 58cm, plus mince que le modèle classique)
  - DDdy : « Dollfie Dream Dynamite » (environ 50cm, plus cambré et « sexy » que le modèle classique)

- Les « Super Dollfie » (SD) ont été les toutes premières BJD. Ce sont des poupées en résine, articulées avec des joints en boule. Les membres sont attachés entre eux par des élastiques, selon le brevet de corps de poupée déposé en France en 1856 par Brouillet-Cacheleux. Elles se déclinent en différentes tailles : 
  - yo-sd, 26 cm, corps de jeune enfant
  - mini-super dollfie (MSD), 45 cm, corps d'enfant de 8 ans environ
  - SD10, 60 cm corps de préadolescente
  - SD13, 62 cm, corps d'adolescente
  - SD16, 65 cm, corps de jeune femme

Ces dénominations sont souvent employées par approximation (et à tort, car il s'agit de marques déposées pour l'Asie) pour désigner les différentes tailles de BJD.